# Wilhelm Weber (gimnastyk)
Wilhelm Weber (ur. w 1880, zm. 28 kwietnia 1963 w Tornow am Teupitzer See) – niemiecki gimnastyk, dwukrotny medalista olimpijski.
W 1904 r. reprezentował barwy Cesarstwa Niemieckiego na rozegranych w Saint Louis letnich igrzyskach olimpijskich, podczas których zdobył dwa medale: srebrny (w wieloboju gimnastyczno-lekkoatletycznym) oraz brązowy (w trójboju gimnastycznym). Startował również w trójboju lekkoatletycznym, zajmując 21. miejsce. W 1906 r. wystąpił w Atenach na olimpiadzie letniej, zajmując 5. miejsce w zawodach drużynowych, 6. miejsce w wieloboju indywidualnie (6 konkurencji) oraz 7. miejsce w wieloboju indywidualnie (5 konkurencji). W 1908 r. po raz drugi w karierze uczestniczył w rozegranych w Londynie letnich igrzyskach olimpijskich, zajmując 28. miejsce w wieloboju.